# Ritorno al mondo di Oz
Ritorno al mondo di Oz (Tin Man) è una miniserie televisiva statunitense del 2007 che rivisita in chiave contemporanea e steampunk-fantasy il romanzo Il meraviglioso mago di Oz di L. Frank Baum.
Divisa in tre puntate, è prodotta da Imagiquest Entertainment, RHI Entertainment, Reunion Pictures e Tinman Productions, ed è costata 20000000 $. La miniserie è stata trasmessa per la prima volta in Italia domenica 25 maggio 2008 alle ore 14:00 su Italia 1 all'interno del ciclo "Fantastica Avventura" in una versione ridotta di 180 minuti. Successivamente è stata acquistata in versione completa da Sky (che l'ha ridoppiata mantenendo gli stessi doppiatori ma adattando i dialoghi a una versione più vicina all'originale), che l'ha trasmessa su Sky Atlantic dal 2 al 6 gennaio 2018, rendendola poi disponibile on demand. Il doppiaggio è stato diretto da Sonia Scotti su dialoghi adattati da Vittorio e Matteo Amandola.

## Trama

### Prima puntata
DG è una ragazza ventenne che lavora come cameriera in una piccola cittadina del Kansas, vive nella fattoria dei suoi genitori (Hank ed Emily) e desidera una vita diversa da quella che ha poiché la vede priva di prospettive. DG inizia a fare strani sogni su un reame incantato e una misteriosa donna dagli occhi «color fior di lavanda» che l'avverte di un'imminente tempesta: infatti una sera Azkadellia, la tirannica sovrana di OZ (Outher Zone, Altra Parte) invia mediante una tempesta alcuni suoi scagnozzi per uccidere la ragazza. Hank ed Emily ordinano a DG di gettarsi nel mezzo del tornado dicendole che deve farlo «perché è il momento», gettandovisi subito dopo.
Il mattino seguente DG si risveglia in un bosco dove viene catturata da alcuni bizzarri indigeni che l'accusano di essere una spia al servizio di Azkadellia, la quale è alla ricerca dello Smeraldo dell'eclissi, uno speciale manufatto che può portare la luce o l'oscurità in tutta OZ. Nella gabbia in cui è tenuta prigioniera DG fa amicizia con lo strampalato Glitch (sulla cui testa ha una vistosa cerniera lampo avuta dopo che i dottori di Azkadellia gli hanno asportato il cervello) che afferma di conoscere la strada verso la capitale Central City, dove dovrebbero trovarsi i suoi genitori. I due approfittano di un'irruzione degli scagnozzi della strega per fuggire, ma il generale Zero trova il pendaglio della ragazza dentro cui ci sono i ritratti della sua famiglia. Mentre attraversano il Sentiero Mattonato (l'unico che attraversa tutto OZ), DG e Glitch raggiungono una capanna dove disattivano un macchinario che proietta ologrammi e liberano un uomo intrappolato in uno scafandro: l'uomo, di nome Wyatt Cain, vuole vendicarsi dell'uccisione di moglie e figlio a opera degli uomini di Azkadellia (fatto che veniva continuamente proiettato attraverso gli ologrammi) in quanto suoi oppositori. Da una cassetta estrae un cavallino-giocattolo appartenuto al figlio e una stella di latta che lo identifica come sceriffo (Tin Man) di Central City, dove accetta di accompagnare i suoi liberatori. Nel frattempo Azkadellia, servendosi di Lylo (uno schiavo con poteri extrasensoriali), scopre dell'arrivo nel suo regno della giovane intrusa.
Durante il loro cammino attraverso una zona morta della foresta, il gruppo si trova ad affrontare delle orrende creature chiamate Papai e una di queste, azzannando Cain alla gamba, lo ferisce gravemente; tuttavia Raw, un visionario metà umano e metà leone come Lylo che i tre hanno incontrato per caso, riesce a guarire la ferita di Cain e, poiché non ha alcun posto dove andare, viene accolto nel loro gruppo. Azkadellia sfrutta nuovamente Lylo e sembra riconoscere DG, quindi ordina la riapertura di una tomba che scopre con grande disappunto essere vuota; in seguito affronta Occhi di Lavanda, sua prigioniera, accusandola di averle mentito sulla morte della ragazza, e invia le sue Scimmie Arpie per spiare DG.
Il gruppo raggiunge la decadente cittadina di Milltown, dove DG scopre che quelli che credeva essere i suoi genitori biologici sono in realtà degli androidi, i quali avevano capito dai suoi sogni che il suo ritorno ad OZ era prossimo; inoltre viene a sapere dal sindaco che la sua vera madre è Occhi di Lavanda, la quale gliela affidò chiedendogli di metterla in salvo e di darle un segno, che le imprime sul palmo sinistro, per accompagnarla nel viaggio. Il sindaco, dopo averle parlato di un incidente di 15 anni prima in cui sua madre la perse, rivela l'esistenza di Mystic Man (un potente mago ex collaboratore di Cain) e le indica la strada da percorrere per raggiungere Central City; il gruppo riesce dopo molte peripezie a incontrare il famoso mago che ora lavora in un night club, il quale indica una nuova destinazione da raggiungere, l'Isola del Nord, e si lascia arrestare dai soldati di Azkadellia per permettere loro di scappare. 
Nelle congelate terre del Nord, attraverso una tormenta di neve, il gruppo trova i resti di un grande castello ricoperto dal ghiaccio. Una volta al suo interno Glitch si ricorda di essere stato il consigliere della regina, mentre DG scopre non solo che la crudele Azkadellia è sua sorella maggiore, ma che loro madre era la precedente regina di OZ. Raw mostra tutti una visione di 15 anni prima in cui Azkadellia uccide la sorellina, addormentatasi con una ninna nanna (che DG ha sentito anche nei suoi sogni) cantatale dalla madre la quale, scoprendo il fatto, usa sulla figlia la propria magia per riportarla in vita: una volta risvegliata, le sussurra che lo Smeraldo dell'eclissi fermerà Azkadellia. La tiranna giunge a sua volta nel castello e sguinzaglia contro il gruppo le sue terribili Scimmie Arpie: mentre Glitch viene messo rapidamente al tappeto, DG e Raw vengono catturati e trascinati via; Cain, dopo un violento combattimento contro il generale Zero, viene colpito al cuore da quest'ultimo e precipita oltre una finestra finendo in un fiume ghiacciato.

### Seconda puntata
Glitch estrae dal fiume Cain, salvatosi dallo sparo grazie al cavallino-giocattolo del figlio. Intanto Azkadellia, che riconosce in DG la sorella perduta, cerca in tutti i modi possibili, talvolta anche brutali, di farle tornare la memoria per scoprire dove si trovi il misterioso Smeraldo, ma senza riuscirci. Mystic Man, prigioniero insieme alla ragazza, le rivela che Azkadellia ha bisogno dello Smeraldo per far funzionare una macchina durante la doppia eclissi. Le parla anche di un luogo a Sud che deve assolutamente raggiungere, prima di essere giustiziato a sangue freddo da Azkadellia. Aiutata dal suo vecchio istitutore Tutor (in grado di  trasformarsi in un cagnolino e prigioniero a sua volta nella torre), DG riesce a scappare e a ricongiungersi con i suoi amici. Tutor le rivela che sua madre sigillò la sua memoria nel caso si fosse imbattuta in cattive compagnie. Mentre s'incamminano verso Sud, Tutor comincia a far cadere degli oggetti per tracciare la strada essendo stato ricattato da Azkadellia, che in cambio gli ha promesso la libertà.
Dopo aver attraversato il regno del Sud aiutando la gente oppressa da Azkadellia, sviluppando i propri poteri sopiti e ricordando sempre più avvenimenti della sua infanzia, DG raggiunge finalmente Finacqua, il luogo indicatole da Mystic Man. Restituito l'antico splendore a quello che una volta era il castello in cui viveva, la ragazza si addentra all'interno di una grotta dove i suoi ricordi finalmente si ridestano: in realtà Azkadellia  era una persona altruista e gentile come lei, fino a quando un'orrenda strega liberata per errore dalla stessa DG penetrò nel suo corpo corrompendole l'anima, dopo che la sorella l'aveva lasciata sola scappando impaurita. Per la giovane principessa questo è un boccone amarissimo da mandare giù, e non può fare altro che scoppiare in lacrime davanti allo sguardo impotente dei suoi compagni di viaggio.

### Terza puntata
DG ascolta un messaggio lasciato da sua madre in cui spiega che la crudele Strega delle Tenebre ha preso possesso della sorella (per questo non ha potuto renderla parte del suo piano e ha affidato il segreto dello Smeraldo a lei sola), dicendole inoltre di recarsi al Reame dei Fuggiaschi dove troverà suo padre Ahamo, il quale l'accompagnerà fino alla Fonte di Gale, dove si trova lo Smeraldo. Il mattino seguente Cain scopre che Tutor stava lasciando per terra dei segnali per Azkadellia: Tutor confessa la sua alleanza forzata con Azkadellia (in caso di rifiuto, lei lo avrebbe ucciso) sperando che, dandole un minimo di informazioni, DG riuscisse a trovare i suoi poteri magici: quei segnali concedono tempo al gruppo per allontanarsi. Nonostante Cain voglia eliminarlo, DG accetta il suo pentimento a patto che prosegua il viaggio sotto forma di cagnolino chiamato Toto.
Raggiunto finalmente il Reame dei Fuggiaschi (una baraccopoli sotterranea piena di feccia e criminali), DG e gli altri entrano in contatto con un misterioso Cacciatore, che sembra conoscere molto bene Ahamo. Purtroppo i soldati di Azkadellia tendono loro una trappola riuscendo  a catturarli, a eccezione di DG che fugge insieme al Cacciatore, che scopre essere suo padre: l'uomo le spiega che ha dovuto inventarsi un'altra identità per tenersi al sicuro, e le consegna una bussola appartenuta alla madre che l'aiuterà a raggiungere la Fonte di Gale. 
Lungo il tragitto verso la torre Cain, Glitch e Raw vengono tratti in salvo da alcuni membri della Resistenza comandati da un ragazzo di nome Jeb, che si rivela essere il figlio sopravvissuto di Cain. Il generale Zero viene fatto prigioniero e portato nell'accampamento dei ribelli per essere interrogato sul piano di Azkadellia: minacciato di mutilazione, Zero rivela che la macchina di Glitch (un Seminatore Solare originariamente pensato per rallentare i due soli e ampliare la stagione di crescita) emetterà un raggio di energia che concentrerà il potere dello Smeraldo durante la doppia eclissi, puntandolo dritto sulla luna e bloccando i due soli dietro di lei, facendo di conseguenza cadere il mondo nell'oscurità perenne. Per disattivare il macchinario servono le informazioni contenute nel cervello di Glitch, conservato nella torre di Azkadellia. Quella notte Cain, ancora tormentato dagli incubi, imprigiona Zero nello scafandro in cui egli stesso lo aveva rinchiuso tempo prima; il giorno successivo lo mostra a Jeb dicendogli che, se riusciranno a fermare Azkadellia, Zero verrà processato per i suoi crimini, altrimenti rimarrà lì per un po' di tempo, facendogli allo stesso tempo comprendere che la vendetta è inutile e che se si è privi di pietà non si ha niente.
Mentre viaggiano insieme su una mongolfiera, Ahamo rivela che fu proprio lui, su suggerimento della moglie, ad affidarla ai suoi genitori adottivi quando era ancora una bambina: la Strega delle Tenebre, dopo essersi impadronita totalmente di Azkadellia, aveva percepito i grandi poteri custoditi dalla sua sorellina e l'aveva aggredita nel sonno convincendosi di averla tolta di mezzo; sua madre però la salvò dalla morte e, intuendo i pericoli ai quali il regno di OZ stava andando incontro, sigillò i ricordi di DG con uno speciale incantesimo affinché potesse crescere al sicuro lontano dalla minaccia della strega e tornare al momento giusto per intervenire e salvare tutti. Lui è rimasto a OZ per proteggere il segreto dello Smeraldo in attesa del ritorno della figlia.
Padre e figlia raggiungono la Fonte di Gale dove, entrando nel mausoleo della stirpe reale di OZ grazie al simbolo che porta sul palmo sinistro, la ragazza scopre di essere una diretta discendente di Dorothy Gale: entrando nella tomba della trisavola, DG si ritrova in una rappresentazione in bianco e nero della sua fattoria nel Kansas, ricevendo lo Smeraldo dalla stessa Dorothy; purtroppo giunge anche Azkadellia, la quale ruba lo Smeraldo, imprigiona la sorella in un sarcofago e rapisce il padre. Tuttavia DG riesce a liberarsi usando i suoi poteri e si ricongiunge agli amici, infiltrandosi appena in tempo nella torre per fermare il piano di Azkadellia: DG riesce a far breccia nel cuore della sorella ricordandole il loro splendido rapporto passato, stringendole la mano e tirandola a sé, permettendo alla sua vera personalità di emergere; contemporaneamente, i suoi amici invertono il flusso del macchinario disintegrando per sempre la strega. DG può finalmente ricongiungersi con la sorella e i genitori, mentre i due soli emergono dietro la luna e irradiano OZ.